# Юркянс, Александр
Александр Юркянс (латыш. Aleksandrs Jurkjans; род. 1 сентября 1995 года, Латвия) — латвийский борец классического стиля. Бронзовый призёр чемпионата Европы 2021 по греко-римской борьбе. Чемпиона Латвии.

## Биография
Юркянс родился в маленьком латвийском городе Даугавпилс. В 5 лет родители отдали его на греко-римскую борьбу, первыми тренерами были Павел Федорович Крупенин, Багир Богданов, Александр Гедзюн и Виталий Вердынш.

## Спортивная карьера
Первые выступления на турнирах пришли в 2002 году, в семилетнем возрасте он выступил на городских соревнованиях. В 2013 году Александр принял участие на международном турнире "Гран-при Хомутов" в Чехии, где он занял второе место. Участник чемпионатов Европы (2016, 2017, 2018, 2019, 2021, 2022, 2023) и чемпионатов мира (2017, 2018, 2019, 2021, 2022). Весной 2021 года на чемпионате Европы по греко-римской борьбе Александр принёс в копилку сборной Латвии бронзовую медаль в весе до 63 кг, одолев в схватке за 3-е место армянского борца Грачья Погосяна. В начале 2023 года он принял участие на гран-при Анри Деглан в Ницце (Франция), где завоевал золотую медаль, победив в финальной схватке украинского борца Александра Гуршина. В марте 2023 года выиграл турнир "Тор Мастерс", который прошёл в Дании.

## Спортивные достижения
- 2013 Гран-при Хомутов — ;
- 2021 Чемпионат Европы — ;
- 2023 Гран-При Анри Деглан — ;
- 2023 Тор Мастерс — ;

## Личная информация
Александр тренирует детей дошкольного возраста по греко-римской борьбе, а также является выпускником Даугавпилсского университета.